# Liana Ruokytė-Jonsson
Liana Ruokytė-Jonsson, née le 10 mai 1966 à Klaipėda, est une femme politique lituanienne. 
De 2016 à 2018, elle est ministre de la Culture sous le gouvernement de Saulius Skvernelis.